# Sportvereniging Zulte Waregem 2017-2018
Questa voce raccoglie le informazioni riguardanti lo Sportvereniging Zulte Waregem nelle competizioni ufficiali della stagione 2017-2018.

## Organigramma societario

### Staff tecnico
- Francky Dury - Allenatore
- Eddy van den Berge - Allenatore in seconda
- Thomas Caers - Direttore del settore giovanile
- Rony De Blanck - Capo dei osservatori

## Rosa
Aggiornata al 1º febbraio 2018.
| N. |                           | Ruolo | Calciatore              |
| -- | ------------------------- | ----- | ----------------------- |
| 1  | Belgio (bandiera)         | P     | Sammy Bossut            |
| 2  | Belgio (bandiera)         | D     | Davy de Fauw (capitano) |
| 3  | Rep. del Congo (bandiera) | D     | Marvin Baudry           |
| 4  | Belgio (bandiera)         | D     | Michaël Heylen          |
| 5  | Francia (bandiera)        | C     | Damien Marcq            |
| 6  | Belgio (bandiera)         | D     | Timothy Derijck         |
| 7  | Belgio (bandiera)         | A     | Aaron Leya Iseka        |
| 8  | Belgio (bandiera)         | C     | Gertjan De Mets         |
| 9  | Tunisia (bandiera)        | A     | Hamdi Harbaoui          |
| 10 | Belgio (bandiera)         | C     | Onur Kaya               |
| 11 | Belgio (bandiera)         | A     | Nill De Pauw            |
| 14 | Paesi Bassi (bandiera)    | D     | Sandy Walsh             |
| 15 | Nigeria (bandiera)        | D     | Kingsley Madu           |
| 19 | Norvegia (bandiera)       | C     | Fredrik Oldrup Jensen   |

| N. |                           | Ruolo | Calciatore          |
| -- | ------------------------- | ----- | ------------------- |
| 20 | Costa d'Avorio (bandiera) | C     | Idrissa Doumbia     |
| 23 | Belgio (bandiera)         | C     | Julien de Sart      |
| 24 | Norvegia (bandiera)       | D     | Johan Lædre Bjørdal |
| 25 | Belgio (bandiera)         | P     | Louis Bostyn        |
| 29 | Belgio (bandiera)         | A     | Alessandro Cordaro  |
| 31 | Danimarca (bandiera)      | D     | Brian Hamalainen    |
| 33 | Serbia (bandiera)         | A     | Ivan Šaponjić       |
| 43 | Belgio (bandiera)         | C     | Sander Coopman      |
| 44 | Germania (bandiera)       | P     | Eike Bansen         |
| 45 | Belgio (bandiera)         | D     | Pieter De Smet      |
| 95 | Belgio (bandiera)         | A     | Theo Bongonda       |
| 99 | Nigeria (bandiera)        | A     | Peter Olayinka      |
|    | Francia (bandiera)        | D     | Yoan Severin        |